# 프랑스 5
프랑스 5(France 5)는 프랑스의 공영 방송 프랑스 텔레비지옹의 채널이다.

## 역사
프랑스 5는 1994년에 개국된 교육방송국인 La Cinquième으로 개국하였으며 라 생크(La Cinq, 1986년 2월 20일~1992년 4월 12일)와 Télé emploi(1994년 3월 28일~1994년 4월 17일)가 사용했던 채널에서 방송을 시작하였다.
아날로그 방송은 독일과 프랑스의 연합 채널인 아르테와 채널을 공유하였으며, 낮 시간대(오전 3시~오후 7시)에 방송되었다. 저녁 시간(오후 7시~오전 3시)에는 아르테가 방송되었다.
2000년에 프랑스 텔레비지옹에 편입되었고, 2002년 1월 7일에 현재의 명칭과 현재의 로고로 바뀌었다.

## 같이 보기

프랑스 5의 HD 로고

- 프랑스 텔레비지옹
- 프랑스 2
- 프랑스 3
- 프랑스 4